# Johannes Knubel

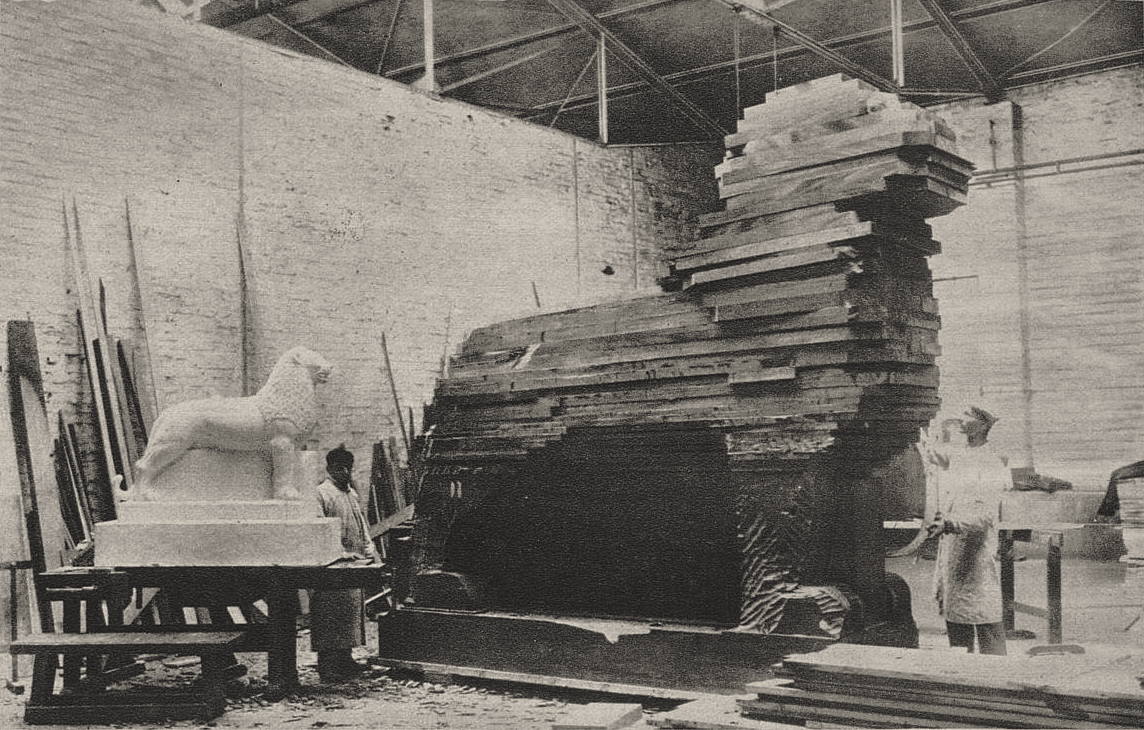
Der Bergische Löwe bei Beginn der Ausarbeitung in Holz durch den Bildhauer Johannes Knubel in Düsseldorf. Foto von Josef Henne, 1915

Johannes Knubel (* 6. März 1877 in Münster; † 3. Juli 1949 in Düsseldorf) war ein deutscher Bildhauer, der vor allem durch seine Arbeiten an verschiedenen Warenhaus-Fassaden in Düsseldorf (1909), Elberfeld (1912) und Köln (1914) bekannt wurde.

## Leben und Wirken

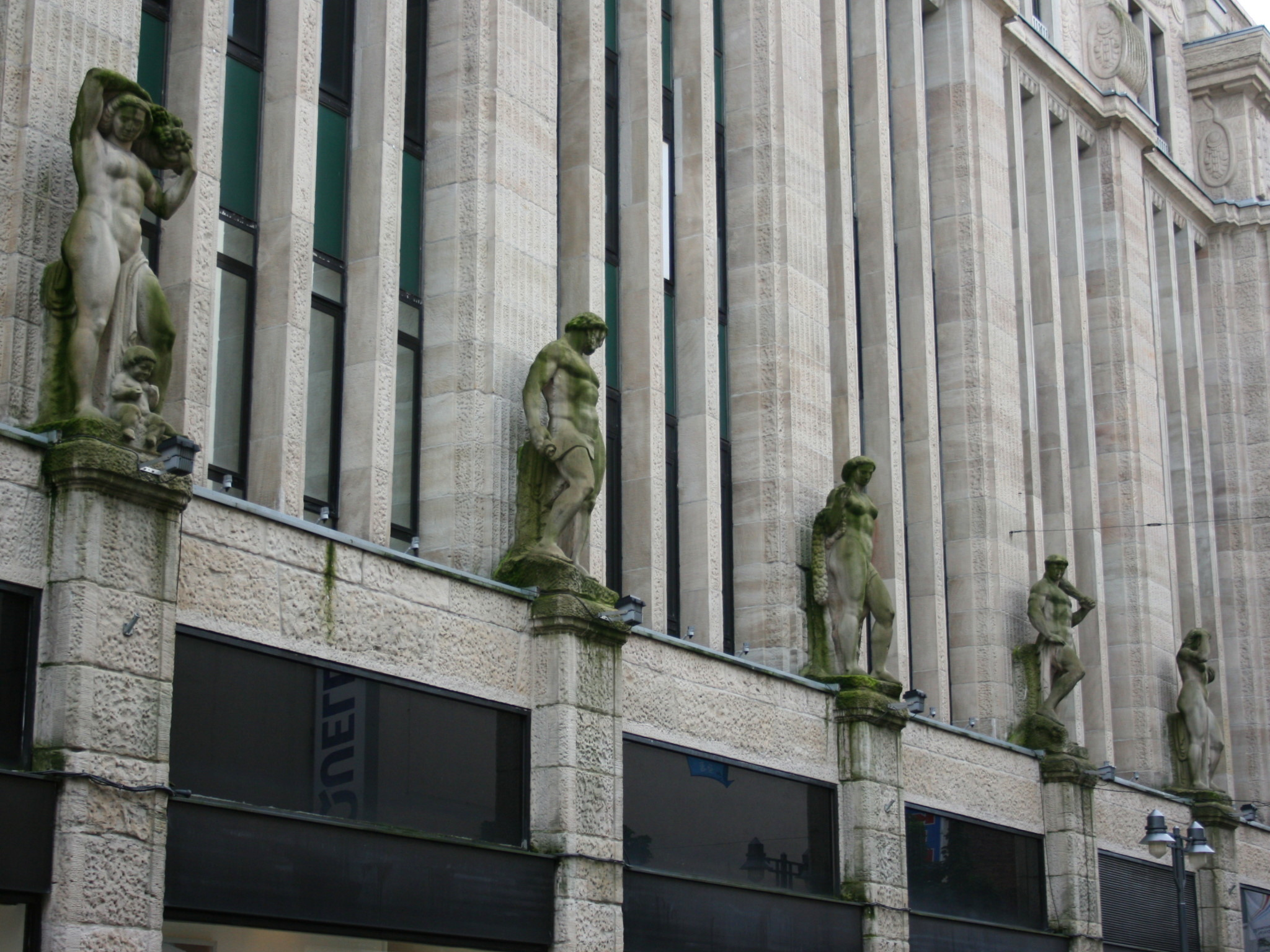
Fassade in Wuppertal-Elberfeld

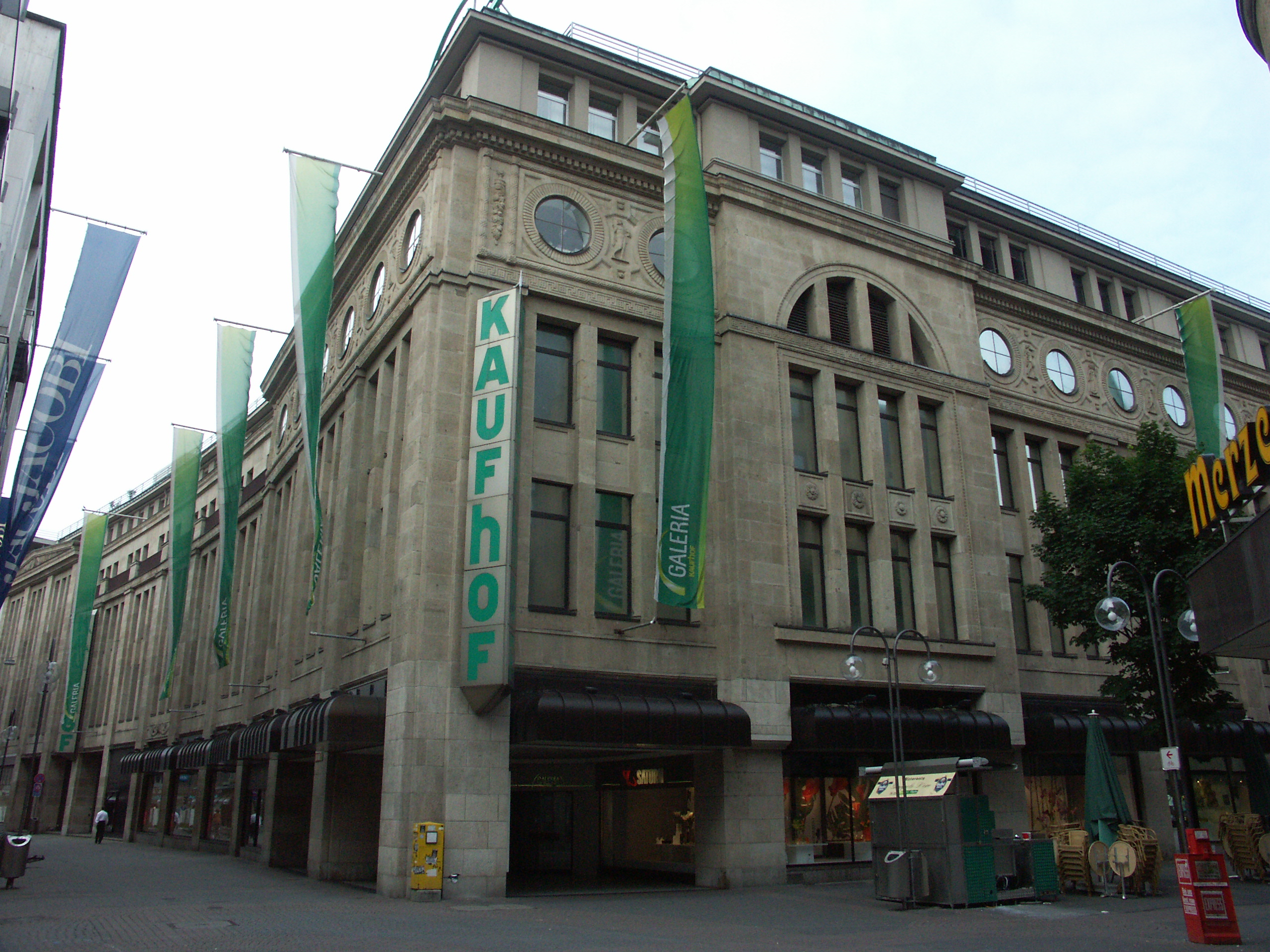
Fassade mit plastischem Schmuck von Knubel in Köln

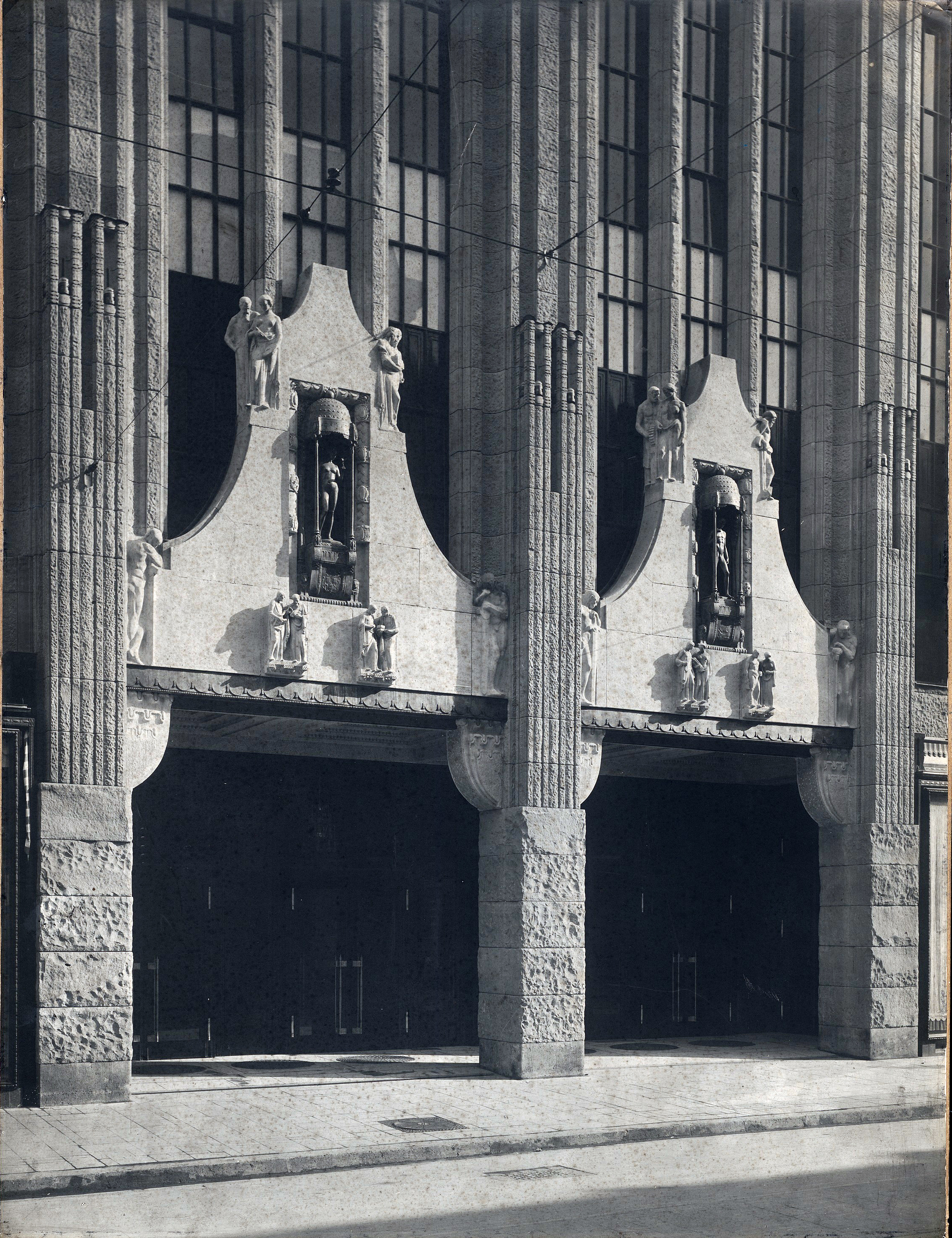
Hauptportal Warenhaus Tietz, Düsseldorf (Foto 1913)

Johannes Knubel war eines von neun Kindern eines Eisenbahnarbeiters. Zwei seiner Brüder waren Bernard, Radsportler und Teilnehmer an den ersten Olympischen Spielen der Neuzeit 1896 in Athen, und der 20 Jahre ältere Anton, ebenfalls Radrennfahrer und späterer Luftfahrtpionier.
Seine Ausbildung erhielt Knubel in Berlin, Breslau und München. Er bereiste Italien und ließ sich um 1900 in Düsseldorf nieder. In Düsseldorf schuf er hauptsächlich Bauplastik und pflegte dabei eine enge Zusammenarbeit mit bekannten Architekten wie Joseph Maria Olbrich und Wilhelm Kreis. Wie Kreis lehrte Johannes Knubel an der Kunstgewerbeschule Düsseldorf, welche 1919 auf die Kunstakademie Düsseldorf überging und er dort ab 1920 als Professor tätig war. So entstanden aus dieser Zusammenarbeit unter anderem seine Bildhauerarbeiten an den Warenhäusern von Leonhard Tietz, darunter das Haus an der Heinrich-Heine-Allee.
1905–1906 ließ er für sich und seine Familie in Düsseldorf-Oberkassel auf dem Grundstück Wildenbruchstraße 28 ein Wohnhaus von den Düsseldorfer Architekten Rudolf Wilhelm Verheyen und Julius Stobbe bauen, das seit 1988 unter Denkmalschutz steht. In diesem gab es einen Lichtschacht, den Knubel nutzte, um mit Hilfe eines Flaschenzugs, die Steinblöcke von seiner Hof-Werkstatt (heute Nr. 28a) in das Atelier im Dachgeschoss zu befördern.
Knubel war von 1907 bis 1941 mit zahlreichen Porträt- und Tierplastiken sowie meist weiblichen Akten auf den großen Kunstausstellungen in Düsseldorf, Wien, München, Berlin und Dresden vertreten. Er prägte das Stadtbild Düsseldorfs durch seine Skulpturen entscheidend mit; am bekanntesten ist die goldene Pallas Athene. Sie stand früher direkt vor der Tonhalle und wurde 1933 von den Nationalsozialisten als „entartet“ entfernt. Heute steht die Pallas Athene an der Hofgartenrampe, der Auffahrt zur Oberkasseler Brücke, mit Blick auf die Kunstakademie Düsseldorf.
Knubel war Mitglied im Künstlerverein Malkasten und trat unter anderem bei kabarettistischen Darbietungen auf, 1929 mit dem Morphium-Club, zusammen mit Rudolf Brüning, Max Clarenbach, Richard Gessner, Werner Peiner, Wilhelm Schmurr und Hans Seyppel.
Im Herbst 1915 schuf Knubel ein Standbild des Bergischen Löwen aus Holz, das auf dem Graf-Adolf-Platz als „Kriegswahrzeichen“ errichtet wurde. Gegen einen Obolus konnten Bürger dort einen Nagel einschlagen und so ihre Verbundenheit mit dem Deutschen Reich und seinen Soldaten ausdrücken (Kriegsnagelungen). 1934 wurde der durch Witterung stark angegriffene Löwe abgebrochen, und Knubel schuf bis 1937 einen neuen aus Teakholz. Die erneuerte Skulptur wurde im Zweiten Weltkrieg stark beschädigt und daraufhin abgeräumt. Die aus Metall gegossene Kopfmaske des ursprünglichen Löwen sowie der Kopf des zweiten befinden sich im Düsseldorfer Stadtmuseum.

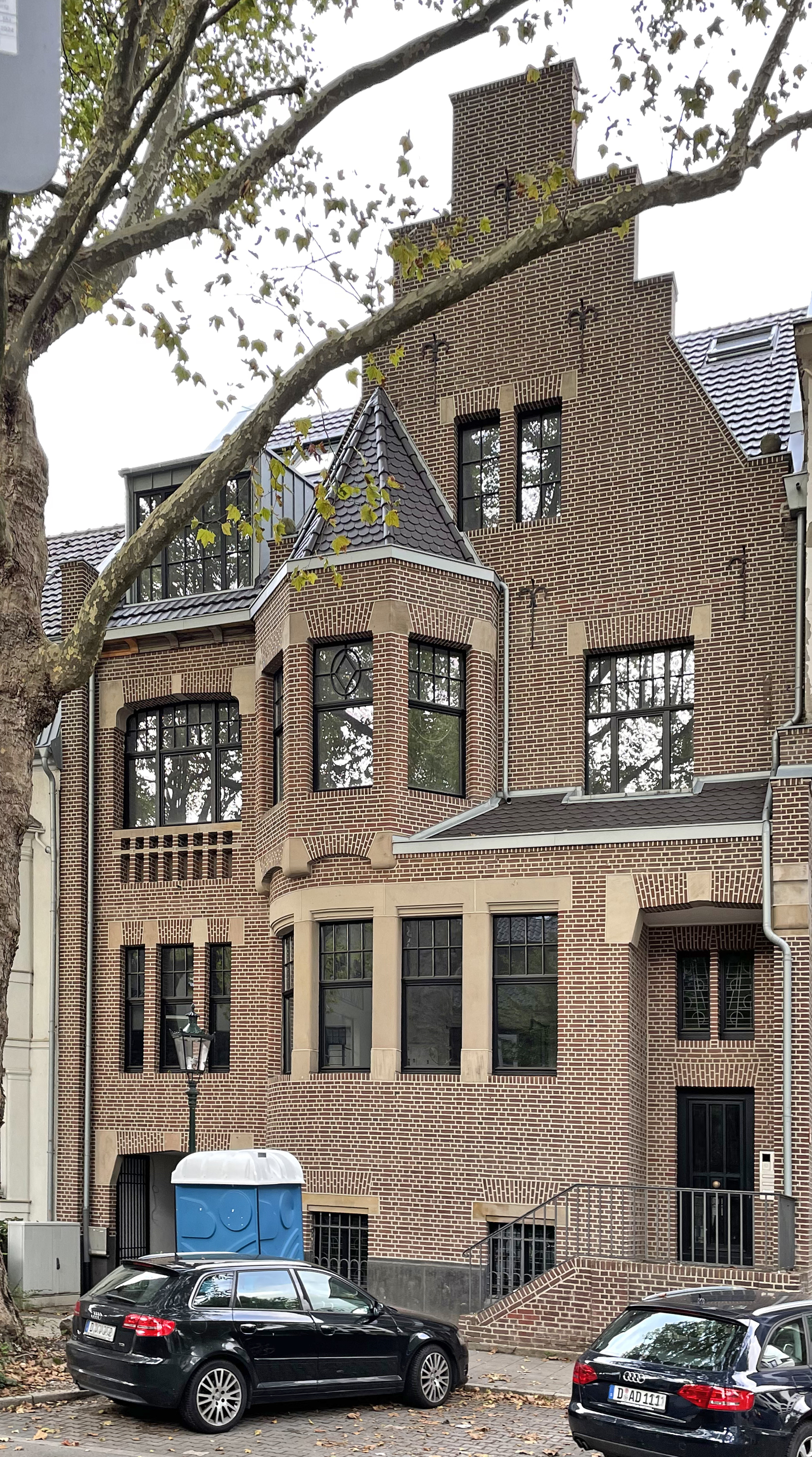
Knubels Wohnhaus in Düsseldorf-Oberkassel (2022)

1932 erhielt er den dritten Preis beim Wettbewerb für ein Heinrich-Heine-Denkmal in Düsseldorf.
Johannes Knubel war ab 1926 im Verwaltungsrat der Deutschen Kunstausstellung Düsseldorf und wurde 1933 Vorsitzender der Arbeitsgemeinschaft Niederrhein und Bergisch-Land des Deutschen Werkbunds. Als solcher unterbreitete er dem NS-Kulturpolitiker Hans Hinkel am 27. April 1933 ein Memorandum zur Neuorganisation des Deutschen Werkbunds.
Verheiratet war Knubel mit Claire, eine geborene Kuschmann (1879–1948). Sie hatte zusammen zwei Söhne. Beerdigt wurde Johannes Knubel an der Seite seiner Frau auf dem Heerdter Friedhof. Das Grabmal trägt trägt die Zeilen „Als vorrüber Krieg und Not – da kam der Tod“.

## Werk
- 1900: vier Treppenpfosten in Sandstein für die Ruhmeshalle in (Wuppertal-)Barmen[1]
- 1905: Sandsteinskulptur „Affe“ seit 1953 im Düsseldorfer Zoologischen Garten[12]
- 1908: Totenmaske von Joseph Maria Olbrich[13]
- 1910: Wettbewerbsentwurf für ein  Bismarck-Nationaldenkmal auf der Elisenhöhe bei Bingerbrück (nicht prämiert)[14]
- 1909: plastischer Schmuck der Fassade des Warenhauses Tietz in Düsseldorf[15]
- 1912: plastischer Schmuck der Fassade des Warenhauses Tietz in Elberfeld[1]
- 1913: Skulptur (Sitzende) an der Fassade des Warenhauses Tietz in Chemnitz[16]
- 1914: plastischer Schmuck der Fassade des Warenhauses Tietz in Köln
- 1915: Holzskulptur Bergischer Löwe in Düsseldorf, Königsallee (im März 1934 abgetragen)
- 1921: Relief am Warenhaus Alsberg in Bochum[17]
- 1923: sechs Figurengruppen aus Stein am Portal des Kaufhauses Alsberg in Dresden[18]
- 1926: vergoldete Bronzestatue „Pallas Athene“ an der Tonhalle, Düsseldorf-Pempelfort[19]
- 1927: Ehrenmal für die im Ersten Weltkrieg Gefallenen des Lehrerseminars Siegburg auf dem Nordfriedhof in Siegburg[20]
- 1927: Löwendenkmal in Bad Honnef als Ehrenmal für die im Ersten Weltkrieg Gefallenen des Rheinischen Fußartillerie-Regiments Nr. 8
- 1929: Ehrenmahl mit Adler aus Bronze auf steinerner Stele, dem Andenken gefallener Mitarbeiter der Rheinischen Bahngesellschaft AG im Ersten Weltkrieg gewidmet, wurde im August 1929 auf dem Gelände des Betriebshof Heerdt enthüllt.
- 1930 und 1932: Porträtbüsten von Gustav und Hermine Nahrhaft im Mausoleum der Familie Nahrhaft auf dem Düsseldorfer Nordfriedhof, Feld 50[21]
- 1931: Relief am Haupteingang des Shell-Hauses in Hamburg (Architekt: Rudolf Brüning)[22]
- 1935: Steinrelief „Blitzschleuderer“ am Hauptpostamt in Wuppertal-Elberfeld, Morianstraße[1]
- 1936: zwei Steinreliefs am Haupteingang des ehem. Karstadt-Verwaltungsgebäudes Fehrbelliner Platz 1 in Berlin-Wilmersdorf
- 1937: Holzskulptur Bergischer Löwe in Düsseldorf, Königsallee (Ersatz für den 1934 abgetragenen Löwen; 1942 nach Bombenschaden abgeräumt)
- 1937: Kalksteinplastik „Die Sitzende“ im Nordpark Düsseldorf, im Rahmen der Reichsausstellung Schaffendes Volk[23]
- 1940: männliche Figur aus Muschelkalk auf dem Gelände der Diedenhofen-Kaserne in Wuppertal. Heute befindet sich diese Figur auf dem Gelände der Bergischen Kaserne Düsseldorf (Sie ist leicht beschädigt und als Baudenkmal in die Wuppertaler Denkmalliste Nr. 1358 eingetragen.).[24]
- um 1947: Skulptur „Trauernde“ aus weißem Marmor, auf der Grabstätte Oppenhorst, Nordfriedhof Düsseldorf

## Galerie

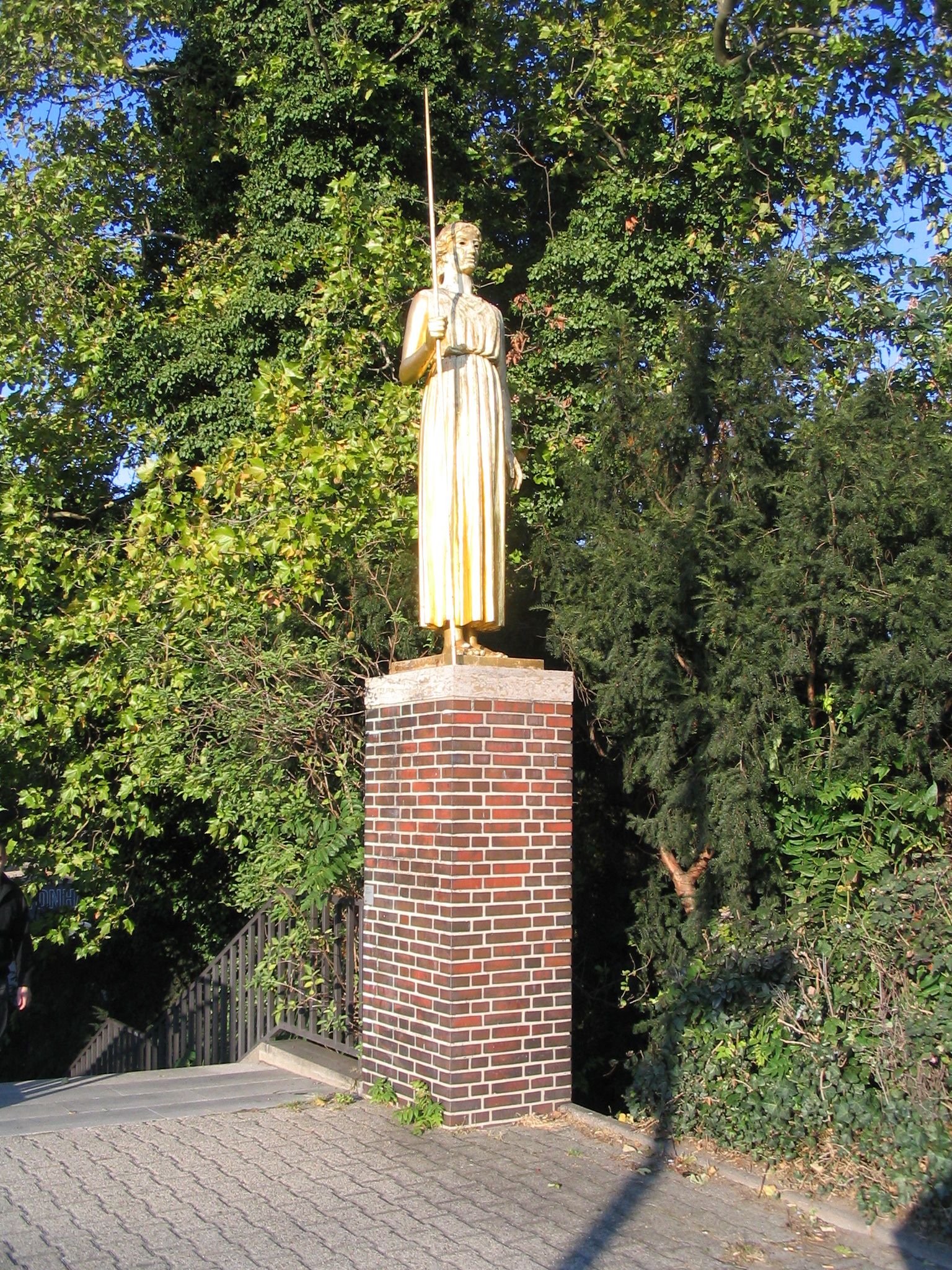
Pallas Athene von Johannes Knubel in Düsseldorf
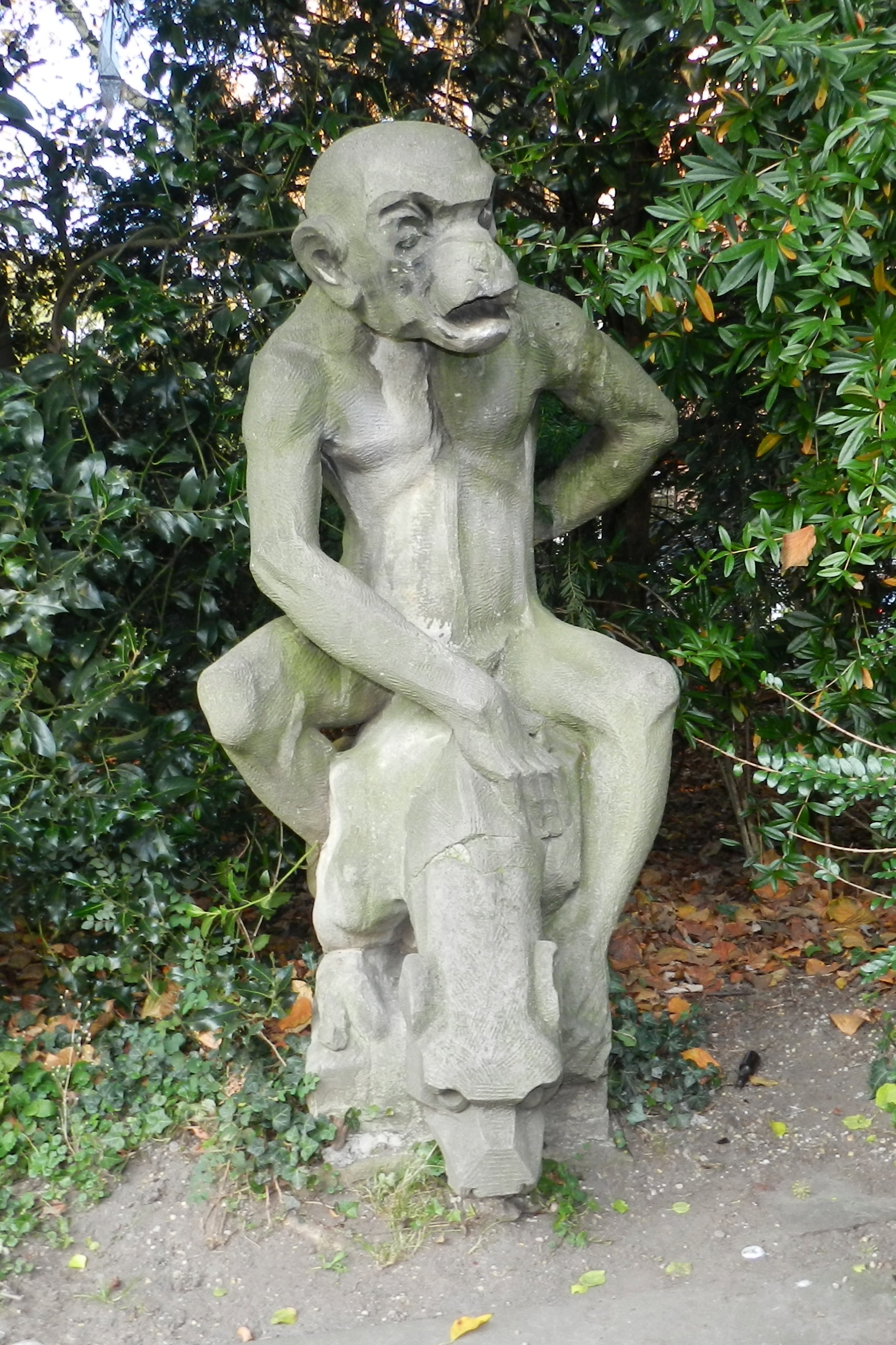
Affe aus Sandstein im Düsseldorfer Zoopark
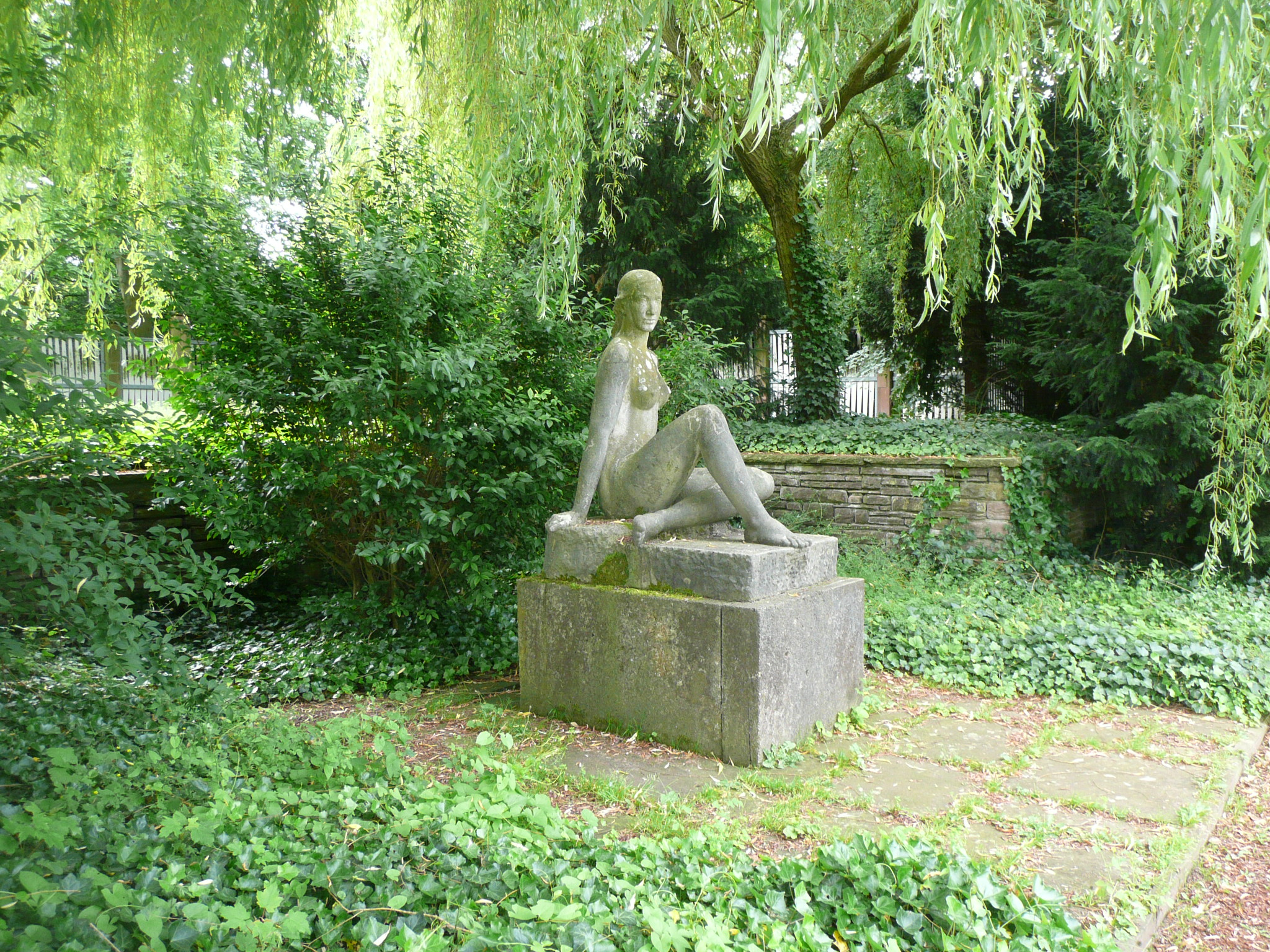
„Die Sitzende“ zur Reichsausstellung Schaffendes Volk im Nordpark Düsseldorf
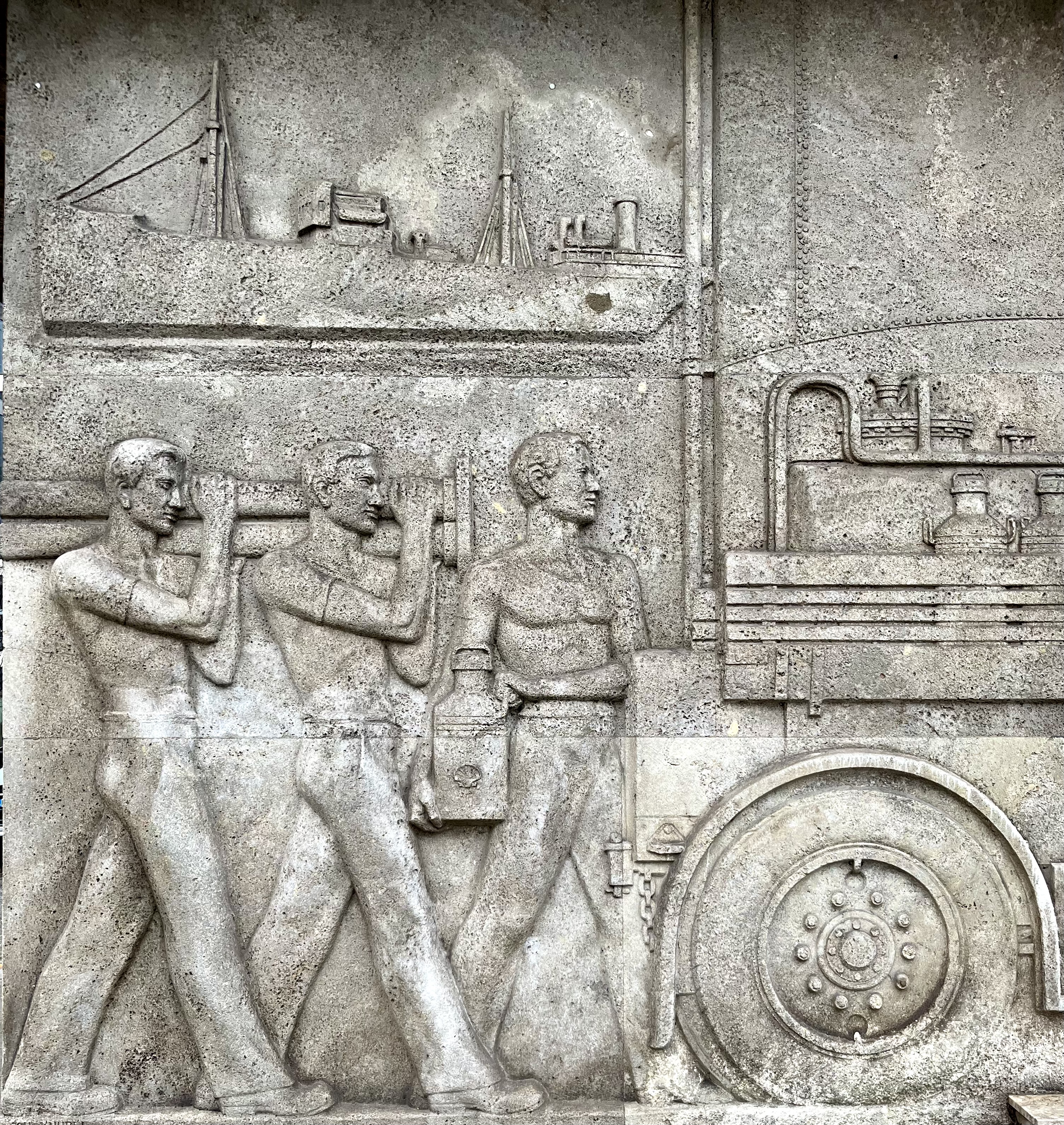
Relief am ehemaligen Shell-Haus am Alsterufer 4–5 in Hamburg
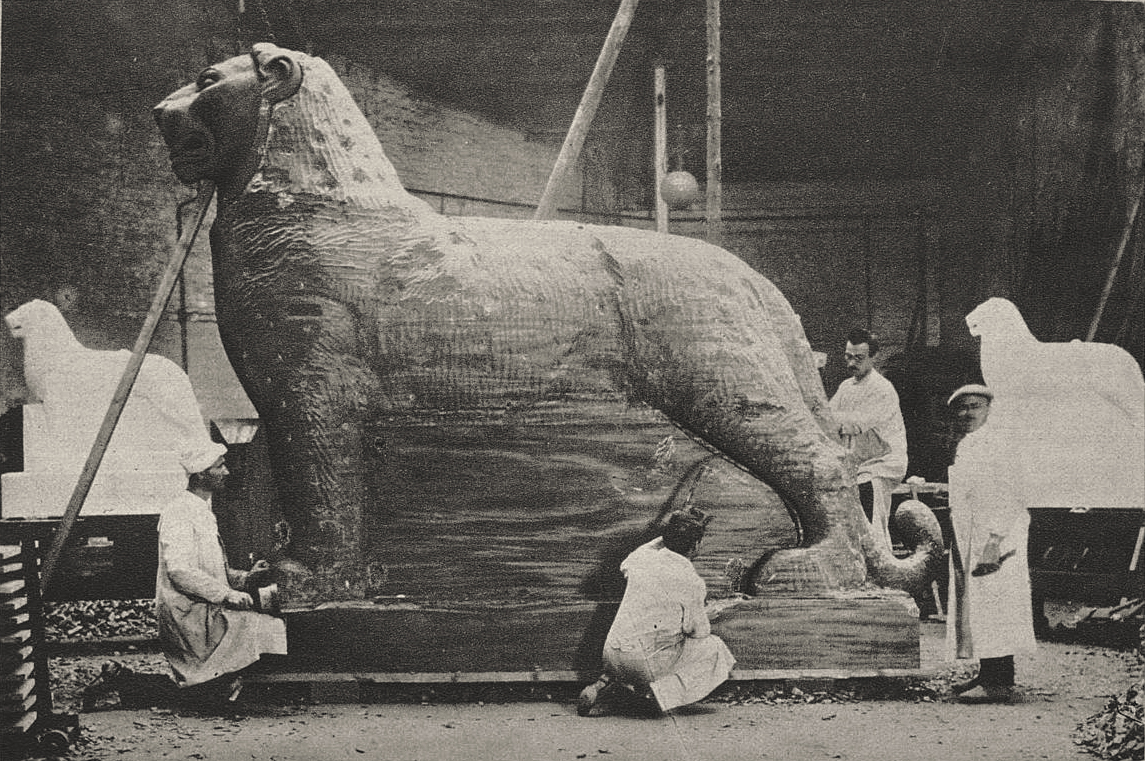
Bei der Arbeit am Düsseldorfer Kriegswahrzeichen des Bergischen Löwens. Vorgeschrittener Zustand der Ausarbeitung in Holz. Foto Julius Söhn (1915)